# Spezialpapier
Spezialpapiere sind alle Papiersorten, die nicht in die drei Kategorien grafische Papiere (Druck- und Schreibpapiere), Verpackungspapiere und -kartons sowie Hygienepapiere eingeordnet werden können. Neben diesen drei Hauptgruppen bilden die Spezialpapiere die vierte Hauptgruppe der Papiersorten.
Es gibt nahezu 3000 Sorten von Spezialpapieren. Zu dieser vielfältigen und heterogenen Gruppe der Papiersorten gehören etwa Banknotenpapiere, Dekorpapiere für Möbel, Elektroisolierpapiere, Etikettenpapiere, Filterpapiere, Fotopapiere, Inkjetpapiere, Teebeutelpapiere und Zigarettenpapiere. Die speziellen Anwendungen dieser Papiere erfordern in der Regel eine sehr hohe Produktqualität und Qualitätskonstanz und auf den Einzelfall abgestimmte Produktionstechnologien.
Innerhalb der Gruppe der Spezialpapiere lassen sich die technischen Papiere abgrenzen, zu denen etwa die Elektroisolierpapiere zählen. Die Gruppe der Spezialpapiere wird auch als „Technische Papiere und Spezialpapiere“ angesprochen und als „Papiere für technische und spezielle Anwendungen“ beschrieben. Die Aufzählung „Technische Papiere und Spezialpapiere“ stellt die Spezialpapiere sprachlich neben die technischen Papiere. Im weiteren Sinn umfasst die einfache Bezeichnung „Spezialpapiere“ aber auch die technischen Papiere.

## Beispiele

### Dekorpapiere
Dekorpapiere sind Spezialpapiere zur Oberflächenveredelung von Holzwerkstoffen. Im Bereich der Spezialpapiere gehören die Dekorpapiere wegen der ständig wachsenden Anwendungen zu den Papieren mit den höchsten Zuwachsraten. Aufgrund des hohen optischen Anspruchs werden höchste Anforderungen an das Dekorpapier gestellt. Zur optimalen Bedruckbarkeit erfordert das Papier eine besonders gute Formation, Glätte und Dimensionsstabilität. Die bei der Verarbeitung notwendige Kunstharzimprägnierung erfordert eine gleichmäßige Penetration des Harzes in das Papier. Voraussetzung für die erfolgreiche Verarbeitung ist eine ausreichende Festigkeit der Papierbahn.
Die Herstellung von Dekorpapieren erfordert dementsprechend sehr spezifisches technologisches Know-how. Es werden bei den Herstellungstechnologien Lösungen benötigt, welche die besonderen Eigenschaften des Endprodukts gewährleisten. Entscheidend bei der Dekorpapiererzeugung sind Mahlung und Entstippung. Durch immer höhere Vorgaben bei den Glättwerten zur Verbesserung der Bedruckbarkeit steigen die Anforderungen an den Satinageprozess stetig an.

### Thermopapier
Thermopapier (auch: Thermodruckpapier) ist der Sammelbegriff für Papiere, die sich thermisch bedrucken lassen. Die Papiere werden in einem berührungslosen Druckverfahren bedruckt. Der Aufbau von Thermopapier hängt von der Anwendung ab. Grundsätzlich wird holzfreies Rohpapier online mit einem Vor- oder Basisstrich versehen. Die thermo-reaktiven Stoffe werden mit einem Thermostrich in einer Offline-Streichmaschine aufgetragen. Die besonderen Anforderungen an das Rohpapier sind eine gute Formation und Gleichmäßigkeit über die Breite für eine einwandfreie Streichfarbenaufnahme.

### Fotorohpapier
Fotorohpapier ist das Trägermaterial für ein belichtetes Bild, welches über den fotochemischen Prozess auf lichtempfindlichen Schichten erstellt wird. Von Fotografen werden hohe optische Ansprüche an die Qualität eines Fotos gestellt. Zudem müssen sich die Bilder im Labor problemlos entwickeln lassen. Daraus resultieren verschiedene Anforderungen an das Papier und daraus abgeleitet an die Herstellungstechnologien. Der gewünschte „Milchglas-Charakter“ und die Verhinderung von Farbunterschieden und Blattstörungen auf dem Papier werden sowohl durch eine gleichmäßige Formation, Verhinderung von Markierungen und hohe Verdichtung in Verbindung mit einer sehr glatten Oberfläche des Papiers erreicht.

### Papiere für Zigaretten
Bei der Herstellung von Zigaretten ist eine gleichbleibend hohe Papierqualität wegen der unmittelbaren Geschmacksbeeinflussung wichtig. Grundsätzlich werden drei verschiedene Papiersorten verwendet:

#### Hüllpapiere für Tabak
Als Zigarettenpapier werden die weißen Hüllpapiere für den Tabak bezeichnet. Bei Zigarettenpapier werden besondere Anforderungen an die Porosität, die Geruchs- und Geschmacksneutralität, die Festigkeit und insbesondere die Glimmfähigkeit gestellt.

#### Filterumhüllungspapiere
Das faserige Material des Zigarettenfilters wird mit einem stabilisierenden Filterumhüllungspapier umwickelt. An Filterumhüllungspapiere werden besondere Anforderungen in Bezug auf die Luftdurchlässigkeit gestellt. Mit dem Filterumhüllungspapier wird wesentlich die Stärke einer Zigarette eingestellt.

#### Mundstückpapiere
Das Mundstückpapier (genauere Bezeichnung: Mundstückbelagpapier) ist meist hellbraun oder als Korkimitation gestaltet. Das Mundstückpapier umschließt den Filter mitsamt dem Filterumhüllungspapier; auch das weiße Tabakhüllpapier wird auf einigen Millimetern Länge vom Mundstückpapier überdeckt. An Mundstückpapiere werden besondere Anforderungen bezüglich der Bedruckbarkeit gestellt, denn je nach Zigarettensorte werden hochkomplizierte Designs aufgedruckt. Mehrfarben- und feinste Linienaufdrucke erfordern eine hohe Dimensionsstabilität des Papiers. Für eine störungsfreie Zigarettenfertigung sind außerdem gute Verklebeeigenschaften bei der Verklebung mit den Hüllpapieren wichtig. Zur Steuerung der Luftdurchlässigkeit und damit zur Dimensionierung des Nebenstroms wird das Mundstückpapier mit Hilfe von Laserstrahlen fein gelocht. Daher ist auch die Laserperforationsfähigkeit ein wichtiges Kriterium, insbesondere bei Light- und Ultralight-Zigaretten.

## Hersteller
Die weltweit größten Hersteller von Spezialpapieren sind UPM-Kymmene und Stora Enso. Weitere Mitbewerber sind Catalyst Paper, Sappi, RFP und Norske Skog.